# Liste der Baudenkmäler in Reichenschwand
Auf dieser Seite sind die Baudenkmäler in der mittelfränkischen Gemeinde Reichenschwand zusammengestellt. Diese Tabelle ist eine Teilliste der Liste der Baudenkmäler in Bayern. Grundlage ist die Bayerische Denkmalliste, die auf Basis des Bayerischen Denkmalschutzgesetzes vom 1. Oktober 1973 erstmals erstellt wurde und seither durch das Bayerische Landesamt für Denkmalpflege geführt wird. Die folgenden Angaben ersetzen nicht die rechtsverbindliche Auskunft der Denkmalschutzbehörde.
 Diese Liste gibt den Fortschreibungsstand vom 8. Dezember 2018 wieder und enthält 24 Baudenkmäler.

## Baudenkmäler nach Gemeindeteilen

### Leuzenberg
| Lage                                   | Objekt                   | Beschreibung | Akten-Nr.     | Bild |
| -------------------------------------- | ------------------------ | --- | ------------- | ---- |
| Dorfstraße 20; Alter Berg 3 (Standort) | Ehemaliges Wohnstallhaus | Zweigeschossiger Sandsteinquaderbau mit Steilsatteldach, erste Hälfte 19. Jahrhundert Scheune: massiver Steilsatteldachbau, erste Hälfte 19. Jahrhundert, angebaut kleine Scheune mit Fachwerkwand, 19. Jahrhundert | D-5-74-150-19 | BW   |
| Katzenbühl 2 (Standort)                | Ehemaliges Taglöhnerhaus | Eingeschossiger massiver Steilsatteldachbau, erste Hälfte 19. Jahrhundert | D-5-74-150-18 | BW   |

### Oberndorf
| Lage                                 | Objekt                   | Beschreibung | Akten-Nr.     | Bild |
| ------------------------------------ | ------------------------ | --- | ------------- | ---- |
| Alter Weg 3; In Oberndorf (Standort) | Taglöhnerhaus            | Eingeschossiger Satteldachbau, Fachwerkgiebel verputzt, 18./19. Jahrhundert Scheune: Fachwerkbau auf Sandsteinsockel, 19. Jahrhundert                                                                    | D-5-74-150-20 | BW   |
| Leuzenberger Straße 7 (Standort)     | Ehemaliges Schloss       | Zweigeschossig, rechteckiger Grundriss, Erdgeschoss Sandstein, ebenso die südliche Schmalseite mit Renaissancegiebel, Obergeschoss im übrigen Fachwerk, 1627; mit Ausstattung                            | D-5-74-150-21 | BW   |
| Leuzenberger Straße 8 (Standort)     | Ehemaliges Wohnstallhaus | Zweigeschossiger Sandsteinquaderbau mit Steilsatteldach, zweite Hälfte 19. Jahrhundert | D-5-74-150-22 | BW   |
| Leuzenberger Straße 14 (Standort)    | Bauernhaus               | Zweigeschossiger Steilsatteldachbau, Erdgeschoss Sandsteinquader, Obergeschoss und Giebel Fachwerk, spätes 18./frühes 19. Jahrhundert Scheune: Mansarddachbau, Ziegelstein, erste Hälfte 19. Jahrhundert | D-5-74-150-24 | BW   |

### Reichenschwand
| Lage                                                                                              | Objekt                                                               | Beschreibung | Akten-Nr.     | Bild           |
| ------------------------------------------------------------------------------------------------- | -------------------------------------------------------------------- | --- | ------------- | -------------- |
| Am Alten Bahnhof 2; Nähe Bahnhof; Am Alten Bahnhof 2 a (Standort)                                 | Bahnhof                                                              | Stationsgebäude: dreigeschossiger Massivbau mit Walmdach und Kniestock, 1876/77 Nebengebäude: eingeschossiger Massivbau mit Walmdach, gleichzeitig Güterschuppen: eingeschossiger Sichtziegelbau mit Satteldach, gleichzeitig | D-5-74-150-26 | BW             |
| Hersbrucker Straße 3 (Standort)                                                                   | Ehemaliges Wohnstallhaus                                             | Zweigeschossiger Steilsatteldachbau, Obergeschoss und Giebel Fachwerk verputzt, 18. Jahrhundert | D-5-74-150-1  | BW             |
| Hersbrucker Straße 5 (Standort)                                                                   | Ehemaliges Wohnstallhaus                                             | Zweigeschossiger Mansarddachbau, Obergeschoss und Giebel Fachwerk verputzt, bezeichnet „1716“ Scheune: Steilsatteldachbau mit Sandsteinsockelgeschoss, 18. Jahrhundert | D-5-74-150-2  | BW             |
| Hersbrucker Straße 6 (Standort)                                                                   | Sogenanntes zweites Furtenbachsches Schloss                          | Zweigeschossiger Sandsteinbau mit Mansarddach, bezeichnet „1755“; mit Ausstattung; baulich anschließendes Wirtschaftsgebäude, Ziegelstein, wohl zweite Hälfte 19. Jahrhundert | D-5-74-150-3  | BW             |
| Hersbrucker Straße 19 (Standort)                                                                  | Ehemaliges Gasthaus                                                  | Zweigeschossiger Sandsteinbau mit Satteldach, drittes Viertel 19. Jahrhundert Nebengebäude: eingeschossiger Sandsteinbau, drittes Viertel 19. Jahrhundert | D-5-74-150-4  | BW             |
| Kirchstraße 1 (Standort)                                                                          | Bauernhof                                                            | Wohnstallhaus: zweigeschossiger Traufseitbau mit Steilsatteldach und Fachwerkobergeschoss, Mitte 19. Jahrhundert Scheune: zum Teil verputzter Fachwerkbau mit Satteldach, Mitte 19. Jahrhundert Scheune: Kleiner Massivbau mit Satteldach, erste Hälfte 20. Jahrhundert, Dachwerk bezeichnet „1722“ | D-5-74-150-5  | BW             |
| Kirchstraße 3 (Standort)                                                                          | Scheune                                                              | Steilsatteldachbau auf Sandsteinsockel, Fachwerk, vorderer Giebel gemauert, erste Hälfte 19. Jahrhundert | D-5-74-150-6  | BW             |
| Kirchstraße 8 (Standort)                                                                          | Scheune                                                              | Steilsatteldachbau mit Fachwerkgiebel, erste Hälfte 19. Jahrhundert Fachwerkscheuer: gleichzeitig | D-5-74-150-8  | BW             |
| Kirchstraße 9 (Standort)                                                                          | Ehemaliges Wohnstallhaus                                             | Zweigeschossiger Mansarddachbau, Obergeschoss und Giebel Fachwerk, 18. Jahrhundert Puttenrelief | D-5-74-150-9  | BW             |
| Kirchstraße 12 (Standort)                                                                         | Pfarrhaus                                                            | Zweigeschossiger Satteldachbau, Erdgeschoss massiv, Obergeschoss und Giebel Fachwerk, im Kern von 1557 im Auftrag des Patriziers Bonaventura I. von Furtenbach errichtet. | D-5-74-150-10 | Pfarrhaus      |
| Kirchstraße 14 (Standort)                                                                         | Evangelisch-lutherische Pfarrkirche Sankt Alban (ehemals Sankt Afra) | Saalbau mit Mansarddach, eingezogenem Chor mit dreiseitigem Abschluss und Fassadenturm mit Spitzhelm, im Kern 15. Jahrhundert, Turm 1515, Langhausneubau 1751; mit Ausstattung Kirchhofmauer: bossierte Sandsteinmauer und Portal mit Pilastergliederung und Segmentgiebelaufsatz, barock, Mitte 18. Jahrhundert | D-5-74-150-11 | weitere Bilder |
| Nähe Nürnberger Straße (Standort)                                                                 | Evangelisch-lutherische Friedhofskapelle                             | Saalbau: rechteckiger langgestreckter Sandsteinbau mit Satteldach, Dachreiter mit Spitzhelm, 1708/10, 1957 neu aufgeführt; mit Ausstattung Friedhofsmauer: Sandstein, wohl 18. Jahrhundert | D-5-74-150-14 | BW             |
| Nürnberger Straße 1 (Standort)                                                                    | Gasthaus                                                             | Massiver zweigeschossiger Bau, Fachwerkobergeschoss und -giebel verputzt, 18./19. Jahrhundert, zweigeschossiger Anbau, erstes Viertel 20. Jahrhundert | D-5-74-150-12 | BW             |
| Nürnberger Straße 2; Nähe Nürnberger Straße; Nürnberger Straße 4; Oberndorfer Straße 1 (Standort) | Wohnstallhaus                                                        | Zweigeschossiger Sandsteinquaderbau mit Satteldach, erste Hälfte 19. Jahrhundert Scheune: Sandsteinbau mit Steilsatteldach, erste Hälfte 19. Jahrhundert Ehemalige Scheune: Sandsteinbau mit Fachwerkgiebel und Mansarddach, erste Hälfte 19. Jahrhundert | D-5-74-150-13 | BW             |
| Schlossweg 1 (Standort)                                                                           | Ehemalige Schlossscheune                                             | Satteldachbau, aus Sandsteinquadermauerwerk und Fachwerk, wohl 17. Jahrhundert | D-5-74-150-25 | BW             |
| Schlossweg 4 (Standort)                                                                           | Wohnhaus                                                             | Zweigeschossiger Sandsteinbau mit nach Osten abgewalmtem Satteldach, Sandsteinbau mit Fachwerkobergeschoss und -giebel, Mitte 19. Jahrhundert | D-5-74-150-15 | BW             |
| Schlossweg 10 (Standort)                                                                          | Ehemaliges Wohnstallhaus                                             | Eingeschossiger Sandsteinquaderbau mit Steilsatteldach und Lüftungsluken, erste Hälfte 19. Jahrhundert, ehemals zum Schloss gehörig | D-5-74-150-17 | BW             |
| Schlossweg 12; Schlossweg 6; Schlossweg 8; Schlossweg 14; Pegnitz; Schlossweg (Standort)          | Schloss                                                              | Im Kern Reste der ehemaligen Wasserburg, zweite Hälfte 16. Jahrhundert, zweigeschossiger Massivbau mit Walmdach, neugotisch umgestaltet mit Zinnenbekrönung und Fialen, 1828/30 nach Entwurf von Karl Alexander von Heideloff Vier runde Ecktürme der Umwallung der ehemaligen Wasserburg: zweite Hälfte 16. Jahrhundert, zwei davon verändert als neugotische Architekturstaffage bzw. als Kapelle (mit Ausstattung), 1842 von Karl Alexander von Heideloff Ziergarten und Park: 1712, romantisierend umgestaltet um 1832, mit neugotischer Parkbank Lindenallee: 1832 angelegt Brücke | D-5-74-150-16 | weitere Bilder |